# Store Blåmann
A Store Blåmann Kvaløya szigetének legmagasabb hegycsúcsa. Az 1044 méteres hegy Norvégiában, Troms megyében található, a sziget északnyugati részén, tizenhat kilométernyire északnyugatra Tromsøtől.
A hegy csúcsa könnyedén elérhető komolyabb hegymászó felszerelés nélkül is, ám nedves, havas idő esetén fokozott óvatossággal szabad csak megkísérelni a mászást. 

A Store Blåmann panorámaképe

## Fordítás
Ez a szócikk részben vagy egészben  a   Store Blåmann című angol Wikipédia-szócikk ezen változatának fordításán alapul.  Az eredeti cikk szerkesztőit annak laptörténete sorolja fel. Ez a jelzés csupán a megfogalmazás eredetét és a szerzői jogokat jelzi, nem szolgál a cikkben szereplő információk forrásmegjelöléseként.